# Call of Duty: Modern Warfare - Mobilized
Call of Duty: Modern Warfare: Mobilized est un jeu vidéo de tir à la première personne développé par n-Space et édité par Activision Blizzard. Le jeu est sorti sur Nintendo DS le 10 novembre 2009 en même temps que Modern Warfare 2 d'Infinity Ward et Call of Duty 4: Modern Warfare (portage de Call of Duty 4 par infinity ward).